# Domenechus mirificus
Domenechus mirificus is een insect uit de familie van de gaasvliegen (Chrysopidae), die tot de orde netvleugeligen (Neuroptera) behoort. 
Domenechus mirificus is voor het eerst wetenschappelijk beschreven door Gerstäcker in 1888.